# Carsten Mogensen
Carsten Mogensen (Roskilde, 24 de julho de 1983) é um jogador de badminton dinamarquês, medalhista olímpico, especialista em duplas

## Carreira
Carsten Mogensen representou seu país nos Jogos Olímpicos de Verão de 2012 conquistando a medalha de prata, nas duplas em 2012, com a parceria de Mathias Boe.